# زوج‌درمانی
زوج‌درمانی (همچنین مشاوره زوجین، مشاوره ازدواج یا ازدواج درمانی) سعی در بهبود روابط عاشقانه و حل تعارضات بین فردی دارد. مشکلات عاطفی، ارتباطات، اختلاف نظر و ترس از طلاق، برخی از شایع‌ترین دلایل است که زوج‌ها به دنبال کمک هستند. زوج‌هایی که از رابطه خود ناراضی هستند ممکن است به منابع مختلفی برای کمک مانند دوره‌های آنلاین، کتاب، کارگاه‌ها و مشاوره زوج‌ها مراجعه کنند. برآورد می‌شود که تقریباً ۵۰ درصد از تمام زوج‌ها طلاق می‌گیرند و حدود یک نفر از هر پنج ازدواج در برخی مواقع دچار دردسر می‌شوند. 
مشاوره ازدواج در آلمان در دهه ۱۹۲۰ به عنوان بخشی از جنبش اصلاح نژادی آغاز شد. اولین موسسات مشاوره ازدواج در ایالات متحده در دهه ۱۹۳۰ شروع به کار کردند، تا حدی در پاسخ به مراکز مشاوره ازدواج با تطهیر نژادی آلمان که از نظر پزشکی هدایت شده بودند. این امر توسط اصلاح‌طلبان برجسته آمریکایی مانند پل پوپنو، که تا سال ۱۹۷۶ مدیر مؤسسه روابط خانوادگی آمریکا بود، رابرت لاتو دیکنسون، و طرفداران پیشگیری از بارداری مانند آبراهام و هانا استون که کتاب راهنمای ازدواج را در سال ۱۹۳۵ نوشتند، ترویج شد. لنا لوین و مارگارت سانگر از دیگر پیشگامان فرزندپروری تنظیم‌شده در آمریکا هستند.
تا دهه ۱۹۵۰ بود که درمانگران شروع به درمان مشکلات روانی در چارچوب خانواده کردند. تا اواخر قرن بیستم، کار مشاوره روابط به‌طور غیررسمی توسط دوستان نزدیک، اعضای خانواده یا رهبران مذهبی محلی انجام می‌شد. روانپزشکان، روانشناسان، مشاوران و مددکاران اجتماعی در طول تاریخ عمدتاً با مشکلات روانشناختی فردی در چارچوب پزشکی و روانکاوی سروکار داشته‌اند. امروزه در بسیاری از فرهنگ‌ها در سراسر جهان، نهاد خانواده نقش مشاوره رابطه را ایفا می‌کنند.
با افزایش مدرن سازی یا غرب‌گرایی در بسیاری از نقاط جهان و تغییر مداوم به سمت خانواده‌های هسته ای منزوی، مراجعه به مشاوران رابطه یا درمانگران زوج آموزش دیده و معتبر افزایش یافته‌است. گاهی داوطلبان توسط دولت یا موسسات خدمات اجتماعی آموزش می‌گیرند تا به کسانی که به مشاوره خانواده یا ازدواج نیاز دارند کمک کنند. خدمات مشابهی توسط بسیاری از دانشگاه‌ها و کالج‌ها انجام می‌شود، گاهی توسط داوطلبان از بین گروه همسال دانش آموزان کار می‌کنند. برخی از شرکت‌های بزرگ کارکنان مشاوره حرفه ای تمام وقت را برای تسهیل تعاملات منظم تر بین کارکنان شرکت و به حداقل رساندن اثرات منفی که مشکلات شخصی که ممکن است بر عملکرد کار تأثیر داشته باشد، استخدام می‌کنند.

## تحقیق در مورد درمان
بیشترین رویکردی که در رابطه با زوج درمانی مورد تحقیق قرار گرفته، زوج درمانی رفتاری است. این یک درمان کاملاً ثابت برای اختلافات زناشویی است. این شکل از درمان به چیزی تبدیل شده‌است که امروزه زوج درمانی رفتاری یکپارچه نامیده می‌شود. به نظر می‌رسد زوج‌درمانی رفتاری یکپارچه برای ۶۹ درصد زوج‌ها در درمان مؤثر است، در حالی که مدل سنتی برای ۵۰ تا ۶۰ درصد زوج‌ها مؤثر بوده‌است. تحقیقی که در سال ۲۰۱۸ توسط کاکرین (سازمان) انجام شد، بیان می‌کند که شواهد موجود نشان نمی‌دهد که زوج‌درمانی کم و بیش مؤثرتر از درمان فردی برای درمان افسردگی است.

### شیوه‌های بدیع
یک پیشرفت جدید در زمینه زوج درمانی شامل معرفی بینش‌های به دست آمده از علوم اعصاب عاطفی و روان-فارماکولوژی است.

#### اکسی‌توسین
علاقه به استفاده از به اصطلاح هورمون عشق - اکسی‌توسین - در طول جلسات درمانی وجود داشته‌است، اگرچه این هنوز تا حد زیادی تجربی و تا حدودی بحث‌برانگیز است. برخی از محققان استدلال کرده‌اند که اکسی‌توسین یک اثر تقویت کننده کلی بر تمام احساسات اجتماعی دارد، زیرا تجویز داخل بینی اکسی‌توسین نیز حسادت و شادنفرود را افزایش می‌دهد. همچنین، اکسی توسین نیز پتانسیل سوء استفاده در ترفندهای اعتماد به نفس را دارد.

## متدولوژی‌های رایج
تلاش‌های متعددی برای در دسترس قرار دادن روش‌ها به‌طور کلی از طریق کتاب‌های خودیاری و سایر رسانه‌ها انجام شده‌است. در چند سال اخیر، محبوبیت فزاینده ای برای این کتاب‌های خودیاری رایج شده و به عنوان یک کتاب الکترونیکی موجود در وب یا از طریق مقالات محتوایی در وبلاگ‌ها و وب سایت‌ها منتشر می‌شود. چالش‌هایی که برای افرادی که از این روش‌ها استفاده می‌کنند معمولاً با سایر درمان‌های خودیاری یا خود تشخیصی مرتبط است.
استفاده از فناوری‌های مدرن مانند کنفرانس VoIP اسکایپ برای تعامل با پزشکان نیز به دلیل دسترسی بیشتر و همچنین کنار گذاشتن هرگونه موانع جغرافیایی موجود، به‌طور فزاینده‌ای محبوب می‌شود. اعتماد به عملکرد و حفظ حریم خصوصی این فناوری‌ها ممکن است علیرغم ساختار مناسب، به ویژه در مقایسه با راحتی جلسات حضوری، نگرانی‌هایی را ایجاد کند.

## همجنس گرایان و افراد دوجنسه
نظریه‌های روان‌شناختی مختلف نقش مهمی در تعیین میزان مؤثر بودن مشاوره رابطه دارند، به‌ویژه هنگامی که به افراد همجنس‌گرا و دوجنس‌گرا مربوط می‌شود. برخی از کارشناسان از درمان شناختی رفتاری به عنوان ابزار انتخابی برای مداخله یاد می‌کنند، در حالی که بسیاری بر درمان مبتنی بر پذیرش و تعهد یا درمان تحلیلی شناختی تکیه می‌کنند. یکی از پیشرفت‌های مهم در این زمینه این واقعیت است که «زناشویی درمانی» در حال حاضر به عنوان «زوج‌درمانی» نامیده می‌شود تا افرادی که ازدواج نکرده‌اند یا کسانی که درگیر روابط همجنس هستند را شامل شود. بیشتر مسائل مربوط به روابط بین زوج‌ها بدون توجه به گرایش جنسی به‌طور مساوی تقسیم می‌شود، اما دگرباشان جنسی علاوه بر این باید با نابهنجاری، همجنس‌گرا هراسی، دو هراسی، و تبعیض اجتماعی- فرهنگی و حقوقی دست و پنجه نرم کنند. افراد ممکن است به دلیل قرار گرفتن در مراحل مختلف فرایند بیرون آمدن یا داشتن یک رابطه ناسازگار با HIV، ابهام رابطه‌ای را تجربه کنند. در بسیاری از حوزه‌های قضایی، زوج‌های دگرباش جنسی متعهد که خواهان داشتن خانواده هستند، از دسترسی به کمک باروری، فرزندخواندگی و پرورش محروم می‌شوند، و آنها را بدون فرزند، با احساس طرد شدن رها می‌کند. ممکن است مسائلی در مورد اجتماعی شدن نقش جنسیتی وجود داشته باشد که بر زوج‌های جنس مخالف تأثیری نداشته باشد.
تعداد قابل توجهی از مردان و زنان درگیر تضاد پیرامون ابراز همجنس‌گرایی در یک ازدواج مختلط هستند. زوج درمانی ممکن است شامل کمک به مراجعان باشد که احساس راحتی بیشتری کنند و احساسات همجنس‌گرا را بپذیرند و راه‌هایی را برای گنجاندن احساسات همجنس و مخالف در الگوهای زندگی جستجو کنند.